# Princess of Wales's Royal Regiment
En 1992, le régiment royal de la Princesse de Galles, en anglais Princess of Wales's Royal Regiment (Queen's and Royal Hampshires) vit le jour par la fusion de deux régiments anglais : le Queen's Regiment et le Royal Hampshire Regiment.
Le 2e bataillon fait partie du Groupe d'infanterie spécialisée depuis 2018.